# Nemotelus personatus
Nemotelus personatus är en tvåvingeart som beskrevs av Pleske 1937. Nemotelus personatus ingår i släktet Nemotelus och familjen vapenflugor. Inga underarter finns listade i Catalogue of Life.